# هارتفورد (كونيتيكت)
هارتفورد (بالإنجليزية: Hartford) هي عاصمة ولاية كونيتيكت الأمريكية. كان مقر مقاطعة هارتفورد حتى قامت ولاية كونيتيكت بحل حكومات المقاطعات في عام 1960. بلغ عدد سكان هارتفورد 124,775 نسمة حسب تعداد عام 2010، مما يجعلها ثالث أكبر مدينة في الولاية بعد مدينتي بريدجيبورت ونيو هافن الساحليتين. وتشير تقديرات مكتب التعداد منذ ذلك الحين إلى نزول هارتفورد إلى المركز الرابع على مستوى الولاية، نتيجة للنمو السكاني المستدام في مدينة ستامفورد الساحلية.
تلقب هارتفورد بـ«عاصمة التأمين في العالم»، إذ أنها تستضيف العديد من مقرات شركات التأمين، كما أن التأمين هو الحرفة الرئيسية في المنطقة. تأسست المدينة في عام 1635 وهي من أقدم المدن في الولايات المتحدة. وهي موطن أقدم متحف للفنون العامة في البلاد (وادسوورث أثينيوم)، وأقدم حديقة ممولة من القطاع العام (حديقة بوشنيل)، أقدم صحيفة ما زالت تنشر (هارتفورد كورانت)، وثاني أقدم مدرسة ثانوية (مدرسة هارتفورد الثانوية العامة). كما أنها موطن لكلية ترينيتي، وهي كلية الفنون حرة خاصة، ومنزل مارك توين حيث كتب المؤلف أشهر أعماله وربى فيه عائلته، وغيرها من مصادر الجذب الهامة التاريخية الأخرى. كتب توين في عام 1868، «من جميع المدن الجميلة كنت محظوظا برؤيتها، فإن هذه هي أجملها».
بعد الحرب الأهلية الأمريكية، كانت هارتفورد أغنى مدينة في الولايات المتحدة لعدة عقود. ولكن اليوم فإن هارتفورد هي من أفقر المدن في البلاد، حيث تعيش ثلاث من كل عشر أسر تحت خط الفقر. ولكن يظهر التناقض الحاد في أن منطقة هارتفورد الحضرية تحتل المرتبة 32 من بين 318 منطقة حضرية من حيث إجمالي الإنتاج الاقتصادي والسابعة من أصل 280 منطقة إحصائية في نصيب الفرد من الدخل. يظهر التفاوت الاجتماعي والاقتصادي بين هارتفورد وضواحيها، حيث أن 83٪ من وظائف هارتفورد يشغلها سكان المدن المجاورة الذين يكسبون أكثر من 80,000 دولار في السنة، في حين أن 75٪ من سكان هارتفورد الذين ينتقلون للعمل في مدن أخرى يكسبون 40,000 دولار فقط.

## التاريخ
عاشت قبائل أمريكية أصلية متنوعة في منطقة هارتفورد أو حولها، وجميعها تنتمي إلى الشعوب الألغونكية. شملت هذه القبائل البودانكس، الذين استقرّ معظمهم شرق نهر كونيتيكت؛ وقبيلة البوكونوك شمال وغرب هارتفورد؛ وقبيلة الماساكوز في منطقة سيمسبري؛ وقبيلة التونكسيس في غرب هارتفورد وفارمينغتون؛ وقبيلة وانجونكس في الجنوب؛ وقبيلة الساكيوق في مدينة هارتفورد نفسها.

### هارتفورد الاستعمارية
كان الهولنديون أول من استكشف منطقة هارتفورد من الأوروبيين، وذلك بقيادة المستكشف أدريان بلوك الذي أبحر عبر نهر كونيتيكت عام 1614. وبعد قرابة عقد من الزمن، عاد تجار الفراء من "أمستردام الجديدة" عام 1623 بهدف إنشاء مركز تجاري وتحصين دفاعي في المنطقة لصالح شركة الهند الغربية الهولندية. وقد أُنشئ هذا المركز عند الضفة الجنوبية لنهر بارك، في ما يُعرف اليوم بحي شيلدون/تشارتر أوك، وأُطلق عليه اسم "فورت هووب" أو "بيت الأمل".
في عام 1633، قام يعقوب فان كورلر بشراء الأرض المحيطة بالحصن من زعيم قبيلة بيكوت مقابل مبلغ رمزي. وكان الحصن يضم آنذاك عددًا قليلاً من العائلات إلى جانب وحدة صغيرة من الجنود. وبحلول عام 1654، أُهمل الحصن وتُرك، إلا أن المنطقة لا تزال تُعرف حتى اليوم باسم "النقطة الهولندية"، بينما خُلّد اسم الحصن في "شارع هويسهوب".
أحد أبرز أسباب اهتمام الهولنديين بهذه المنطقة كان سعيهم للسيطرة على تجارة خرز الوانبم، الذي كان يُستخدم كعملة رئيسية في مستعمرة هولندا الجديدة وأجزاء من نيو إنجلاند، نظراً لقيمته العالية في التجارة مع قبائل السكان الأصليين التي كانت تزوّدهم بالفرو.
لم يُفلح الحصن الهولندي الصغير، مع ما فيه من جنود معدودين، في وقف زحف المستوطنين الإنجليز إلى المنطقة. وسرعان ما أدرك الهولنديون أنهم باتوا أقلية عددية كبيرة، إذ استمر حصن "بيت الأمل" كموطئ قدم، لكنه سرعان ما ابتلعه المدّ الإنجليزي المتزايد. وفي عام 1650، اجتمع الحاكم الهولندي بيتر ستايفسانت مع ممثلين إنجليز للتفاوض على ترسيم حدود دائمة بين مستعمرات الطرفين، وأسفر الاتفاق عن خط حدودي يقع على مسافة تزيد عن 80 كيلومترًا غرب المستوطنة الهولندية الأصلية.
بدأ الإنجليز في الوصول إلى المنطقة عام 1636، واستقروا في المناطق الواقعة أعلى النهر من حصن "فورت هووب"، في موقع أحياء "داونتاون" و"شيلدون/تشارتر أوك" الحالية. وقاد القساوسة البروتستانتيون المتشددون توماس هوكر وصموئيل ستون، إلى جانب الحاكم جون هاينز، قافلةً تضم مئة مستوطن ومعهم 130 رأسًا من الماشية، انطلقت من بلدة "نيوتاون" في مستعمرة خليج ماساتشوستس (المعروفة اليوم بـ"كامبريدج")، وأسسوا مستوطنتهم إلى الشمال مباشرة من الحصن الهولندي. كانت المستوطنة تُعرف في البداية باسم "نيوتاون"، لكن الاسم تغير عام 1637 إلى "هارتفورد"، تكريمًا لمسقط رأس القس ستون، بلدة "هيرتفورد" في إنجلترا. كما أسس هوكر بلدة "ويندسور" المجاورة عام 1633. أما أصل اسم "هارتفورد" فيعود إلى تعبير إنجليزي قديم يعني "المعبر الذي تمر فيه الغزلان" أو "معبر الأيائل".
وقد تمتع القس توماس هوكر بنفوذ كبير بصفته زعيمًا دينيًا للمستوطنة، إذ ألقى في عام 1638 خطبة مؤثرة ألهمت تدوين "الأنظمة الأساسية لكونيتيكت" وهي وثيقة أرست أساسًا قانونيًا لانفصال مستعمرة كونيتيكت عن مستعمرة خليج ماساتشوستس، وأرست نموذجًا لحكومة مدنية مستقلة. وظلت هذه الأنظمة تُعدّ الإطار القانوني للمستعمرة حتى منح الملك تشارلز الثاني ميثاقًا ملكيًا رسميًا لكونيتيكت عام 1662.
وقد تضمّنت منطقة الاستيطان الأولى شجرة "تشارتَر أوك" الأسطورية، وهي شجرة بلوط أبيض قديمة أخفى المستوطنون داخلها ميثاق كونيتيكت الملكي الصادر عام 1662، حمايةً له من المصادرة على يد الحاكم الإنجليزي العام. وقد اتخذت الولاية من شجرة "تشارتَر أوك" رمزًا لها، وهي تظهر على ربع الدولار الأمريكي الخاص بولاية كونيتيكت. ويقع نصب الشجرة التذكاري اليوم عند تقاطع شارعي "تشارتَر أوك بلايس" و"تشارتَر أوك أفينيو"، وهما من الشوارع التاريخية في المدينة.

### القرن التاسع عشر

#### الاضطرابات السياسية
في 15 ديسمبر 1814، اجتمع مندوبون من خمس ولايات في نيو إنغلاند (وكانت ولاية ماين آنذاك لا تزال جزءًا من ماساتشوستس) في "مؤتمر هارتفورد" لمناقشة احتمال انفصال نيو إنغلاند عن الولايات المتحدة. وخلال أوائل القرن التاسع عشر، كانت منطقة هارتفورد مركزًا نشطًا لحركة مناهضة العبودية، وكان من أبرز العائلات الناشطة في هذا المجال عائلة "بيتشر" الشهيرة. فقد كان القس لايمان بيتشر من كبار رجال الدين في الكنيسة الأبرشانية، وعُرف بخطبه النارية المناهضة للعبودية. أما ابنته، هارييت بيتشر ستو، فقد كتبت الرواية الشهيرة كوخ العم توم، في حين كان شقيقها هنري وارد بيتشر واعظًا بارزًا عُرف بموقفه الحازم ضد العبودية، ودعمه القوي لحركات الاعتدال ومنح المرأة حق التصويت. كذلك كانت شقيقتهما، إيزابيلا بيتشر هوكر، من القادة البارزين في حركة حقوق المرأة.
شهدت هارتفورد في عام 1860 انطلاق أولى مظاهرات "المنبهين" (Wide Awakes)، وهم من مؤيدي الرئيس أبراهام لنكولن من دعاة إلغاء العبودية. وقد نظم هؤلاء مسيرات ليلية مضاءة بالمشاعل تحمل طابعًا سياسيًا واجتماعيًا، حيث تخللتها عروض نارية وموسيقى احتفالًا بزيارة لنكولن إلى المدينة. وقد لاقت هذه الفعاليات رواجًا كبيرًا، وأصبحت لاحقًا من السمات البارزة للحملات الانتخابية في النصف الثاني من القرن التاسع عشر.
كانت هارتفورد مدينة صناعية كبرى منذ القرن التاسع عشر وحتى منتصف القرن العشرين. وخلال الثورة الصناعية، اشتهرت مدن وادي نهر كونيتيكت بإسهاماتها الرائدة في تقنيات التصنيع الدقيق. ومن بين أبرز الابتكارات التي شهدتها المدينة، كان مصنع "بوب" الرائد في صناعة الدراجات الهوائية والسيارات. ومع مرور الوقت، أُغلقت العديد من المصانع أو نُقلت إلى أماكن أخرى أو خفّضت عملياتها، كما حدث في معظم المدن الصناعية في شمال الولايات المتحدة.

### القرن العشرون
في أسبوع الثاني عشر من أبريل عام 1909، بلغ نهر كونيتيكت مستوى فيضان قياسيًا وصل إلى 24.5 قدمًا (7.5 مترًا) فوق مستوى المياه المنخفض، مما أدى إلى فيضان مدينة هارتفورد وتسبب في أضرار كبيرة. في السادس من يوليو عام 1944، شهدت هارتفورد واحدة من أسوأ الكوارث الناجمة عن الحرائق في تاريخ الولايات المتحدة، حيث أودت بحياة 168 شخصًا، معظمهم من الأطفال وأمهاتهم، وأصابت المئات بجروح. وقعت هذه الحادثة أثناء عرض مسائي لسيرك رينغلينغ براذرز وبارنوم آند بيلي في شارع باربور في الجزء الشمالي من المدينة، وأصبحت تعرف باسم "حريق سيرك هارتفورد".
بعد الحرب العالمية الثانية، هاجر العديد من سكان بورتو ريكو إلى هارتفورد. بدءًا من أواخر خمسينيات القرن العشرين، بدأت الضواحي المحيطة بهارتفورد في النمو والازدهار، بينما بدأت العاصمة تشهد تراجعًا طويل الأمد. انتقلت شركة التأمين العملاقة "كونيتيكت جنرال" (المعروفة حاليًا باسم "سيغنا") إلى حرم جامعي حديث في ضاحية بلومفيلد. كانت بلازا الدستور قد حظيت بالإشادة كنموذج للتجديد الحضري، لكنها تحولت تدريجيًا إلى حديقة مكاتب خرسانية. أغلقت متاجر البيع الكبرى التي كانت مزدهرة مثل براون طومسون، وساج ألين، وجي فوكس آند كو، مع ازدياد شعبية المولات في الضواحي مثل ويستفارمز وباكلاند هيلز.
في عام 1997، فقدت المدينة فريق الهوكي المحترف الخاص بها، حيث انتقل فريق هارتفورد ويلارز إلى رالي في ولاية نورث كارولينا، رغم زيادة مبيعات التذاكر الموسمية وعرض من الولاية لبناء ملعب جديد. وفي عام 2005، حاول مطور من نيوتن بولاية ماساتشوستس دون نجاح إعادة فريق دوري الهوكي الوطني إلى هارتفورد واستضافته في ملعب جديد ممول من القطاع العام.
واجهت هارتفورد مشاكل مع انخفاض عدد السكان بنسبة 11% خلال التسعينيات، حيث كانت من بين أكبر المدن الأمريكية التي شهدت تراجعًا في عدد السكان، بعد مدن مثل فلينت في ميشيغان، جاري في إنديانا، سانت لويس في ميسوري، وبالتيمور في ماريلاند. ومع ذلك، شهد عدد السكان زيادة منذ تعداد عام 2000.
في عام 1987، تم انتخاب كاري ساكسون بيري عمدة لهارتفورد، لتصبح أول امرأة أمريكية من أصول أفريقية تتولى منصب عمدة مدينة أمريكية كبرى. وفي عام 1999، تم افتتاح ساحة الواجهة النهرية، التي ربطت بين الواجهة النهرية ووسط المدينة لأول مرة منذ ستينيات القرن العشرين.

### القرن الحادي والعشرون
يُقام عدد كبير من الفعاليات الثقافية والعروض الفنية سنويًا في ساحة مورتيزن التابعة لمنظمة استعادة الواجهة النهرية، الواقعة على ضفاف نهر كونيتيكت. تُقام هذه الفعاليات في الهواء الطلق وتشمل حفلات موسيقية حية ومهرجانات ورقص وفنون وحرف يدوية. كما تتمتع هارتفورد بمشهد مسرحي نشط يضم عروض برودواي الكبرى في مسرح بوشنيل، بالإضافة إلى عروض في مسرح هارتفورد و"ثياترو ووركس" (فنون المدينة).
في يوليو 2017، نظرت مدينة هارتفورد في إمكانية تقديم طلب إعلان إفلاس بموجب الفصل التاسع. بعد سنوات من مواجهة تناقص عدد السكان وارتفاع الالتزامات التقاعدية، كان من المتوقع حدوث فجوة في الميزانية بقيمة 65 مليون دولار لعام 2018. قامت المدينة بتخفيض ميزانية الخدمات العامة والحصول على تنازلات من النقابات، إلا أن هذه الإجراءات لم تكن كافية لموازنة الميزانية. ساهم إنقاذ مالي من الولاية في وقت لاحق من نفس العام في منع المدينة من إعلان الإفلاس.
يكون وسط مدينة هارتفورد مزدحمًا خلال ساعات النهار بسبب حركة العاملين، لكنه يميل إلى الهدوء في المساء وعطلات نهاية الأسبوع. ومع ذلك، بدأ نمط الحياة هذا يتغير في السنوات الأخيرة نتيجة زيادة التنمية السكنية والتجارية.

## الجغرافيا
وفقًا لمكتب الإحصاء الأمريكي، تمتد مساحة مدينة هارتفورد الإجمالية إلى 18.0 ميل مربع (47 كيلومتر مربع)، منها 17.3 ميل مربع (45 كيلومتر مربع) أرض صلبة، و0.7 ميل مربع (1.8 كيلومتر مربع) تمثل المياه، أي ما يعادل حوالي 3.67% من إجمالي المساحة.
تحد مدينة هارتفورد عدة بلدات منها ويست هارتفورد، نيوينغتون، وذرسفيلد، إيست هارتفورد، بلومفيلد، ساوث ويندسور، غلاستونبيري، وويندسور. ويشكل نهر كونيتيكت الحدود الفاصلة بين هارتفورد وإيست هارتفورد، ويقع على الجانب الشرقي من المدينة.
كان نهر بارك يقسم مدينة هارتفورد أصلاً إلى قسمين شمالي وجنوبي، وكان جزءًا رئيسيًا من منتزه بوشنيل، إلا أن النهر تم تغطيته بالكامل تقريبًا ودفنه ضمن مشاريع السيطرة على الفيضانات في أربعينيات القرن العشرين. ولا يزال المسار السابق للنهر مرئيًا في بعض الطرق التي بُنيت مكانه، مثل شارع جويل وطريق كونلين-وايتهايد السريع.

### الأحياء
يقع وسط الأعمال المركزي في هارتفورد، إلى جانب مبنى الكابيتول الحكومي، والمبنى القديم للدولة، وعدد من المتاحف والمتاجر، في منطقة وسط المدينة. تشتهر منطقة باركفيل، التي تضم مركز الفن الحقيقي، بموقعها عند التقاء الفرعين الشمالي والجنوبي لنهر بارك. أما منطقة فروغ هولو، القريبة من وسط المدينة، فتضم منتزه بوب وكلية ترينيتي، والتي تُعتبر واحدة من أقدم مؤسسات التعليم العالي في الولايات المتحدة.
تضم منطقة أسايلوم هيل، وهي منطقة مختلطة بين السكنية والتجارية، مقرات عدد من شركات التأمين إلى جانب المنازل التاريخية لكل من مارك توين وهارييت بيتشر ستو. ومنطقة ويست إند التي تضم مقر إقامة الحاكم، وحديقة إليزابيث، وكلية القانون بجامعة كونيتيكت، تقع مجاورة لنادي هارتفورد للجولف. وتشتهر منطقة شيلدون تشارتر أوك بكونها موقع شجرة تشارتر أوك ونصبها التذكاري الخلف، بالإضافة إلى المقر السابق لشركة كولت والعقار العائلي لصموئيل كولت المعروف باسم "آرمسمير".
أما حي نورث إيست فيحتضن حديقة كيني وعددًا من أقدم وأفخم المنازل في المدينة. وتضم منطقة ساوث إند "إيطاليا الصغيرة" والتي كانت موطنًا للجالية الإيطالية الكبيرة في هارتفورد. كما تستضيف منطقة ساوث جرين مستشفى هارتفورد. بينما تضم منطقة ساوث ميدوز مطار هارتفورد-برينارد والمجتمع الصناعي للمدينة. أما منطقة نورث ميدوز فتحتوي على مراكز تجارية، ووكلاء سيارات، ومسرح كومكاست. ومنطقة بلو هيلز تحتضن جامعة هارتفورد وتضم أكبر نسبة من السكان المنحدرين من أصول جامايكية أمريكية في الولايات المتحدة. وتشمل أحياء هارتفورد الأخرى باري سكوير، بيهايند ذا روكس، كلاي أرسنال، ساوث ويست، وأبر ألباني، والتي تتوزع فيها العديد من المطاعم الكاريبية والمتاجر المتخصصة.

## الاقتصاد

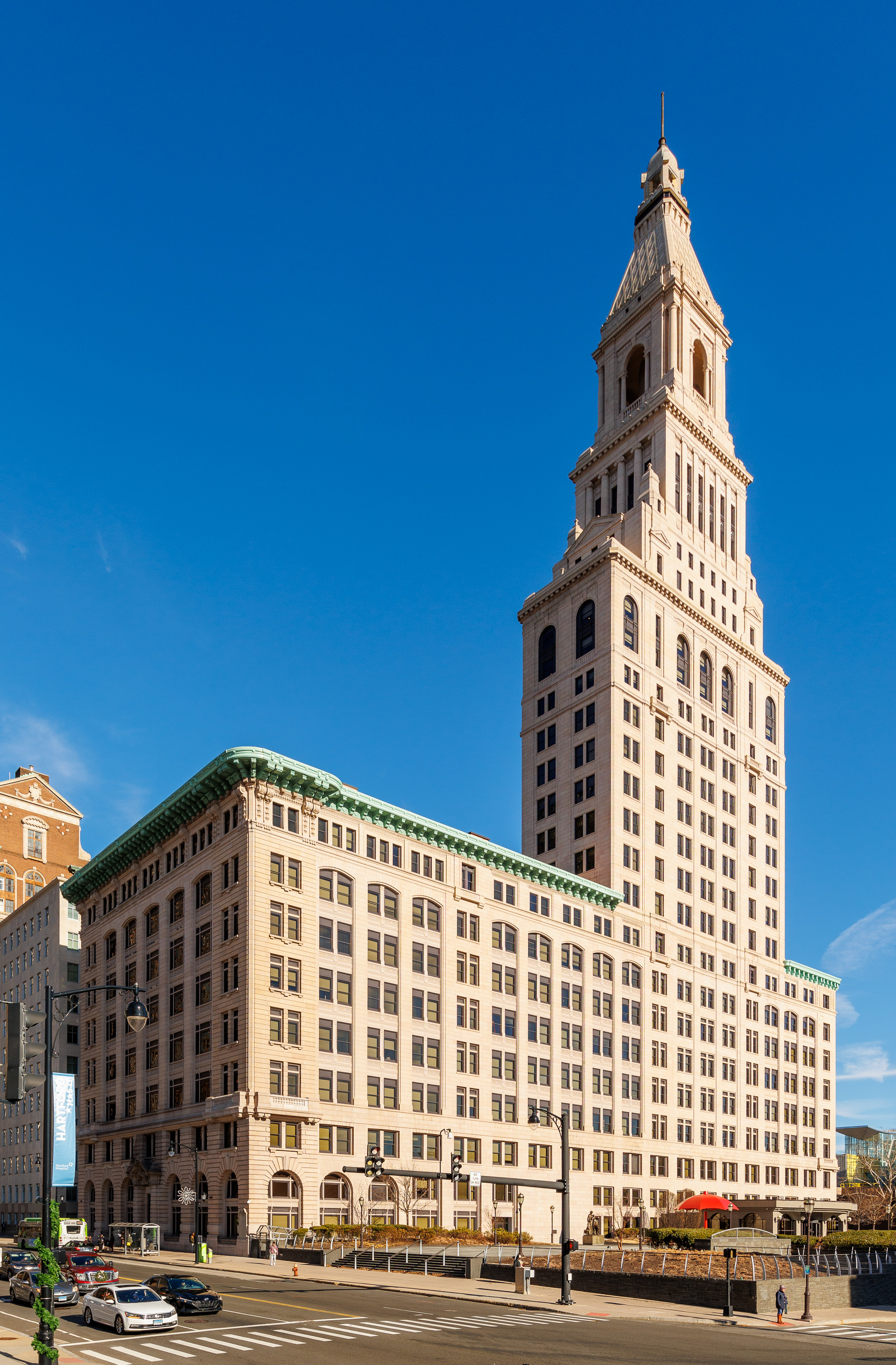
برج ترافيلرز في وسط مدينة هارتفورد

تُعد هارتفورد مركزًا للرعاية الطبية والبحث والتعليم. تضم المدينة عددًا من المستشفيات البارزة، منها: مستشفى هارتفورد، ومعهد الحياة، ومستشفى كونيتيكت للأطفال، ومستشفى ومركز سانت فرانسيس الطبي، الذي اندمج في عام 1990 مع مستشفى ماونت سايناي.
كما تعد هارتفورد تقليديًا مركزًا دوليًا لصناعة التأمين، حيث تتخذ العديد من الشركات مقارّ لها في المدينة، مثل: "إيتنا"، و"كوننغ آند كومباني"، و"The Hartford"، و"هارفارد بيلغريم للرعاية الصحية"، و"فينيكس كومبانيز"، و"هارتفورد ستيم بويلر". وتمتلك شركات مثل "برودنشيال فاينانشل"، و"لينكولن ناشيونال كوربوريشن"، و"صن لايف فاينانشل"، و"ترافيلرز"، و"يونايتد هيلث كير"، و"Axa XL" عمليات رئيسية في المدينة. وكانت شركة "إيتنا" للتأمين تتخذ من هارتفورد مقرًا رئيسيًا لها قبل أن تعلن في يوليو 2017 عن انتقالها إلى مدينة نيويورك. غير أن شركة "سي في إس"، وبعد استحواذها على "إيتنا" بعد بضعة أشهر، أعلنت أن "إيتنا" ستظل في هارتفورد لمدة لا تقل عن أربع سنوات.
تستضيف المدينة أيضًا المقرات الرئيسية لشركات مثل: "كيرسنتريكس"، و"تشويس ميرشنت سوليوشنز"، و"غلوبال أتلانتيك فاينانشل غروب"، و"هارتفورد هيلث كير"، و"إنشورتي"، و"لاز باركنغ"، و"بروبارك موبيليتي"، و"يو إس فاير آرمز"، و"فيرتوس إنفستمنت بارتنرز".
في عام 2008، دمجت "سوفيرن بنك" فرعين مصرفيين ومقره الإقليمي في مبنى تاريخي من القرن التاسع عشر في شارع "آسايلم". كذلك تتمتع كل من "بنك أوف أميركا" و"بيبولز يونايتد فاينانشل" بحضور مؤسسي كبير في هارتفورد. وفي عام 2009، أعلنت شركة "نورث إيست يوتيليتيز" — وهي إحدى شركات فورتشن 500 وأكبر شركة مرافق طاقة في نيو إنغلاند — عن نقل مقرها الرئيسي إلى وسط المدينة.
تُعد هارتفورد كذلك مركزًا متناميًا للتكنولوجيا. ففي مارس 2018، أعلنت شركة "إنفوسيس" عن افتتاح مركز جديد للابتكار التكنولوجي في هارتفورد، مع خطة لتوفير ما يصل إلى 1000 وظيفة بحلول عام 2022. وسيركّز هذا المركز على ثلاثة قطاعات رئيسية: التأمين، والرعاية الصحية، والتصنيع. وواصلت المدينة جذب شركات التكنولوجيا مثل "سي جي آي"، و"كوفر فاينانشل تكنولوجيز"، و"غالاكس إي. سوليوشنز"، و"HCL Technologies"، و"Larsen & Toubro". كما أتتخذ شركة "إنشورتي" المتخصصة في برمجيات التأمين من المدينة مقرًا لها.
ورغم هذا النشاط الاقتصادي، تبقى معدلات البطالة في هارتفورد مرتفعة مقارنة بغيرها من المدن، سواء على مستوى الولاية أو الولايات المتحدة ككل. فمن بين المدن الأربع الكبرى في ولاية كونيتيكت (بريدجبورت، ونيو هيفن، وستانفورد، وهارتفورد)، سجّلت هارتفورد أعلى معدل بطالة بلغ 7.5% في خريف 2018. وعلى مستوى الولاية، لا تزال نسبة البطالة تتجاوز 5%، في حين بلغ المعدل الوطني آنذاك أقل من 4%.

## الفنون والثقافة

### المطبخ المحلي
أول كتاب طبخ أمريكي كان بعنوان «الطبخ الأمريكي، فن تحضير اللحوم والأسماك والدواجن والخضروات» لأميليا سيمونز، نُشر في هارتفورد بواسطة دار نشر هدسون وغودوين عام 1796. يُعتبر هذا الكتاب أول كتاب طبخ يضم وصفات للقرع ودقيق الذرة، كما احتوى على أول وصفة منشورة لفطيرة اليقطين. وقد أثّر الكتاب بشكل كبير على جيل من الخبازين الأمريكيين من خلال وصفة لتخمير الخبز باستخدام رماد اللؤلؤ. النص الكامل للكتاب متاح الآن عبر الإنترنت.
تكوّنت مطبخ هارتفورد من تأثيرات المستوطنين الأوائل الذين جلبوا معهم تراثاً هولندياً وإنجليزياً، تمازج مع تأثيرات قبيلة الساكيوق الأمريكية الأصلية في المنطقة. شهد النصف الأول من القرن العشرين موجة هجرة بولندية كبيرة أدت إلى ظهور عدد من المطاعم البولندية التي لا تزال بعضها قائمة حتى اليوم. لم تكن الأطعمة الإيطالية مقبولة بسهولة في البداية؛ إذ روى صاحب مطعم قديم في هارتفورد أنه "في عام 1938، لم يكن من المعتاد وضع اسم إيطالي على لافتة مطعم لأن الجميع كانوا يظنون أنك مرتبط بالمافيا". في عام 1979، أشارت صحيفة نيويورك تايمز إلى التنوع الكبير في الأطعمة المتوفرة في هارتفورد، واصفة المدينة بأنها شهدت ثورة في المشهد الغذائي في السنوات الأخيرة.
حصلت هارتفورد على إشادة من مجلة "فود آند واين" باعتبارها "وجهة لعشاق الطعام". تقتصر عربات الطعام المتنقلة في المدينة على مناطق مخصصة، أغلبها على طول حديقة بوشنيل في وسط المدينة وفي أسواق المزارعين. اليوم، يمكن العثور على مأكولات متنوعة من تأثيرات عرقية متعددة في جميع أنحاء المدينة.
تستضيف هارتفورد العديد من أسواق المزارعين الموسمية. ويُعد السوق الإقليمي في هارتفورد الأكبر بين نيويورك وبوسطن. في عام 2018، قررت الجمعية التشريعية لولاية كونيتيكت نقل ملكية هذا السوق إلى هيئة تطوير المنطقة العاصمة، مما جعل مستقبله غير مؤكد إلى حد ما.
يبعد الساحل البحري أقل من 35 ميلاً (56 كيلومتراً) عن المدينة، وقد لعب دوراً كبيراً في عادات الطعام في هارتفورد. شهد خليج لونغ آيلاند مؤخراً ازدهاراً في تربية الأحياء المائية، ما أدى إلى ظهور الطحالب البحرية المحلية على أطباق الطعام. تُعد وادي نهر كونيتيكت المنطقة الأكثر إنتاجية زراعياً في نيو إنجلاند، وتشتهر مدينة ويذرسفيلد المجاورة ببصلها الأحمر، الذي كان يُقال إن رائحته تصل إلى هارتفورد خلال ذروة إنتاجه في أوائل القرن التاسع عشر.
تتمتع هارتفورد والمناطق المحيطة بها بصناعة نابضة بالحياة للحرفيين في إنتاج البيرة، وعصير التفاح، والمشروبات الروحية، حيث كان هناك أكثر من عشرين مصنعاً لجعة ومقطراً في منطقة هارتفورد عام 2017. تضم "درب مشروبات كونيتيكت" عدة محطات في هارتفورد والمدن المجاورة، وهذه المؤسسات تزود شبكة واسعة من الحانات والنوادي الليلية في المدينة.

## التعليم

### الكليات والجامعات
تضم مدينة هارتفورد عدة مؤسسات تعليمية بعد المرحلة الثانوية، منها كلية ترينيتي، وكلية المجتمع كابيتال، وحرم جامعة كونيتيكت في هارتفورد، وكلية إدارة الأعمال بجامعة كونيتيكت، والمعهد الديني في هارتفورد، وكلية القانون بجامعة كونيتيكت، وفرع معهد رينسيلير للتكنولوجيا في هارتفورد. كما افتتحت جامعة القديس يوسف مدرسة الصيدلة في وسط المدينة عام 2011.
وتشمل المؤسسات الثقافية التابعة لجامعة هارتفورد معرض جوسيلوف، ومركز رينيه صامويلز، ومركز الفنون الأدائية مورت وإيرما هاندل. ويقع حرم "جامعة هارتفورد" في حي بلو هيلز داخل المدينة، بالإضافة إلى امتداده في بلدتي ويست هارتفورد وبلومفيلد المجاورتين.

## البنية التحتية

### النقل

#### الطرق السريعة
يمر الطريق السريع I-84 الذي يمتد من سكرانتون حتى I-90 في مدينة ستربريدج على حدود ماساتشوستس، وطريق I-91 الذي يمتد من نيو هافن على طول نهر كونيتيكت وصولًا إلى كندا، ويتقاطعان في وسط مدينة هارتفورد. بالإضافة إلى هذين الطريقين السريعين، تخدم المدينة طرق سريعة أخرى منها الطريق رقم 2، وهو طريق سريع يربط وسط هارتفورد بمدينة ويسترلي، مارًا بنورويتش ومجمع فوكسوودز للترفيه. كما يمر جزء من طريق ويلبور كروس (جزء من الطريق رقم 15) بمحاذاة الجزء الجنوبي الشرقي من المدينة بالقرب من مطار برينارد. ويوجد أيضًا طريق قصير للربط يُعرف باسم طريق كونلين-وايتهايد يوفر وصولًا مباشرًا من I-91 إلى منطقة الكابيتول في وسط هارتفورد. ويُعتبر جسر شارع مين جسرًا تاريخيًا على هذا الطريق.
تعاني هارتفورد من ازدحام مروري كثيف بسبب كثافة السكان في الضواحي المحيطة بها، والتي تفوق سكان المدينة نفسها بحوالي عشرة أضعاف، ما يؤدي إلى تنقل آلاف الأشخاص على الطرق السريعة المحيطة بها في بداية ونهاية كل يوم عمل. يشهد الطريق السريع I-84 حركة مرور كثيفة من فارمینگتون مرورًا بهارتفورد حتى إيست هارتفورد ومانشستر خلال ساعات الذروة.
يمر عبر المدينة عدد من الطرق السطحية الرئيسية مثل شارع ألباني (الطريق رقم 44) الذي يمتد غربًا عبر الجزء الشمالي من ويست هارتفورد إلى وادي فارمینگتون وتلال مقاطعة ليتشفيلد الشمالية ثم إلى نيويورك، ويمتد شرقًا باتجاه بوتنام وولاية رود آيلاند. وشارع بلو هيلز (الطريق رقم 187) الذي يتجه شمالًا من شارع ألباني باتجاه بلومفيلد وإيست جرانبي. وشارع مين (الطريق رقم 159) الذي يتجه شمالًا عبر ويندسور باتجاه ضواحي سبرينغفيلد الغربية في ماساتشوستس. وشارع وذرزفيلد (الطريق رقم 99) الذي يتجه جنوبًا عبر وذرزفيلد نحو ميدلتون. كما يتجه شارع مابل جنوبًا جنوبيًا غربيًا ليصبح طريق برلين السريع في وذرزفيلد ونيوينغتون، فيما يتجه شارع فارمینگتون غربًا عبر مركز ويست هارتفورد ومدينة فارمینگتون نحو تورينغتون.

## التطورات الحديثة
- أدريان لاندينغ — هو مشروع ممول من الدولة والقطاع الخاص يقع على ضفاف نهر كونيتيكت على طول شارع كولومبوس، ويرتبط بساحة الدستور. أدى بناء ساحة الدستور قبل عدة عقود إلى ترحيل مئات الأسر من منازلها. يشمل المشروع الحالي مركز مؤتمرات كونيتيكت الذي تبلغ مساحته ٥٤٠,٠٠٠ قدم مربع (٥٠,٠٠٠ متر مربع)، والذي افتتح في يونيو ٢٠٠٥، ويعد أكبر مساحة للاجتماعات بين مدينة نيويورك وبوسطن. يتصل بمركز المؤتمرات فندق ماريوت هارتفورد وسط المدينة، الذي يضم ٢٢ طابقًا و٤٠٩ غرفًا، وافتتح في أغسطس ٢٠٠٥. كما يتم حالياً بناء مركز علوم كونيتيكت بمساحة ١٤٠,٠٠٠ قدم مربع (١٣,٠٠٠ متر مربع) بجوار مركز المؤتمرات والفندق.

- كلية المجتمع كابيتال في مبنى متجر جي. فوكس المكون من 11 طابقًا — يبلغ مساحة المبنى السابق لمتجر جي. فوكس وشركاه 913,000 قدم مربع (84,800 متر مربع) ويقع في شارع مين. تم تجديد المبنى ليصبح المقر الجديد لكلية المجتمع كابيتال، بالإضافة إلى مكاتب تابعة لولاية كونيتيكت ومساحات تجارية في الطابق الأرضي. تساعد كلية المجتمع كابيتال في تدريب الطلاب البالغين بشكل رئيسي في مجالات مهنية محددة. يُقام يوم الخميس سوق للحرفيين في طابق شارع مين. كما يضم المبنى ناديي موسيقى هما ميزانين وغرفة 960.

- سي تي فاستراك — هو نظام نقل سريع بالحافلات تم الانتهاء منه مؤخرًا، ويربط محطة الاتحاد في هارتفورد بمركز مدينة نيو بريتين. تم إنشاؤه لتخفيف الازدحام المروري على الطريق السريع I-84.
- شارع فرونت — يُعدُّ الجزء الأخير من مشروع أدرينز لانينغ، ويقع مقابل مركز المؤتمرات، ويمتد على الأرض الواقعة بين شارع كولومبوس ومبنى هارتفورد تايمز. يجمع تطوير شارع فرونت بين مكونات تجارية وترفيهية وسكنية. تشمل الأجزاء الممولة من القطاع العام في المشروع تحسينات في وسائل النقل. شهد مشروع شارع فرونت تأخيرات كبيرة، وأُزيل المطور الأول من المشروع بسبب نقص التقدم. اختارت المدينة مطورًا جديدًا، ولكن لم يبدأ العمل بعد على المكونات التجارية والسكنية لشارع فرونت. قد تتخذ المدينة والولاية قريبًا إجراءات لتسريع دخول المشروع في مراحل التنفيذ. وهناك حديث عن إمكانية إقامة منطقة ESPN في شارع فرونت (تقع المقرات الرئيسية لشبكة ESPN في مدينة بريستول المجاورة). في الجهة الخلفية من شارع فرونت، يتم تحويل مبنى هارتفورد تايمز التاريخي، ذو الطراز البو-آرتس، إلى حرم جامعي لجامعة كونيتيكت في وسط المدينة.
- خط هارتفورد للقطارات — وفقًا لحاكم ولاية كونيتيكت مالوي، ستصل سرعة خدمة قطار الركاب هارتفورد لاين إلى 110 ميل في الساعة (177 كيلومتر في الساعة). يهدف هذا الخط السككي إلى توحيد المنطقة المكتظة بالسكان والتي تمتد على مسافة 61 ميلاً (98 كيلومترًا) بين هارتفورد وسبرينغفيلد ونيوبلافين؛ كما يسعى إلى تخفيف الازدحام المتكرر على طريق السيارات السريع بين الولايات رقم 91 وزيادة التنقل في منطقة تعتمد حالياً بشكل شبه كامل على ملكية السيارات. حتى مايو 2011، تم تمويل ثلاثة أرباع الجزء الخاص بكونيتيكت من خط القطار. وتسعى الولاية حالياً للحصول على 227 مليون دولار لاستكمال الجزء الشمالي من الخط من بين 2.4 مليار دولار من الأموال الفيدرالية التي رفضت ولاية فلوريدا استخدامها لمشروع قطار عالي السرعة خاص بها.
- شراكة ممر المعرفة — في عام 2000، أعلنتا مدينتا هارتفورد وسبرينغفيلد في مهرجان "ذا بيغ إي" في ويست سبرينغفيلد بولاية ماساتشوستس — وهما مدينتان رئيسيتان في منطقة وادي نهر كونيتيكت في نيو إنجلاند وتقعان على بعد 24 ميلاً (39 كيلومترًا) فقط — عن شراكتهما المعروفة باسم شراكة ممر المعرفة. تهدف هذه الشراكة إلى توحيد المنطقتين الحضريتين من الناحية الاقتصادية والثقافية والجغرافية. جاء لقب "ممر المعرفة" بسبب وجود أكثر من 32 جامعة وكلية للفنون الحرة في المنطقة الحضرية، تشمل عدة مؤسسات من بين الأكثر تميزاً في الولايات المتحدة. وبمناسبة الذكرى العاشرة للشراكة، أعلن أنها بدأت تتلقى تمويلًا فيدراليًا بدلاً من التمويل من الولاية أو المدينة.

## المدن الشقيقة
لدى هارتفورد عدد من المدن الشقيقة حول العالم، وهي كما يلي:
- كاغواس، بورتو ريكو
- دونغقوان، الصين
- فلوريديا، إيطاليا
- مورانت باي، جامايكا
- نيو روس، أيرلندا
- أوكوتال، نيكاراغوا
- سوغاكوب، غانا
- تسالونيكي، اليونان
- هيرتفورد، إنجلترا